# Бегила
Бегила — река в России, протекает по Тюменской области. Устье реки находится в 19 км по левому берегу реки Ука, в городе Заводоуковск. Длина реки составляет 27 км.
Система водного объекта: Ук → Тобол → Иртыш → Обь → Карское море.

## Данные водного реестра
По данным государственного водного реестра России относится к Иртышскому бассейновому округу, водохозяйственный участок реки — Тобол от города Курган до впадения реки Исеть, речной подбассейн реки — Тобол. Речной бассейн реки — Иртыш.
Код объекта в государственном водном реестре — 14010500412111200002678.